# Nymphula avertinalis
Nymphula avertinalis là một loài bướm đêm trong họ Crambidae.